# Быново (Быховский район)
Бы́ново (бел. Бынава) — деревня в составе Следюковского сельсовета Быховского района Могилёвской области Республики Беларусь.

## История
В 1913 году действовала школа.

## Население
- 2010 год — 86 человек